# Шашикала
Шашикала Джавалкар-Сайгал (маратхи शशिकला जवळकर-सैगल; 4 августа 1932, Солапур, Британская Индия — 4 апреля 2021, Мумбаи) — индийская актриса

.

## Биография
Родилась 4 августа 1932 года в округе Солапур современного штата Махараштра в обеспеченной семье и была младшей из шести детей.
Её отец, Анантрао Джавалкар, был торговцем тканями и имел собственный магазин, но обанкротился из-за стечения обстоятельств, после чего у семьи перестало хватать средств даже на еду. Пятилетняя Шашикала, которой тогда было пять лет, вступила в танцевально-драматическую труппу и выступала с ней в различных местах округа, чтобы помогать семье материально.
В итоге кто-то из друзей семьи предложил, чтобы она поискала работу в кино.
Для этого семья переехала в Бомбей, где Шашикала и её отец стали ходить по киностудиям в поисках работы. Так её заметила актриса Нур Джехан, которая решила предложить девочке сыграть её дочь в фильме Zeenat (1945). Однако из-за того, что Шашикала тогда не говорила на языке урду, на котором снимали фильм, она смогла принять участие только в сцене каввали, за которую получила 25 рупий.
С поддержкой Нур Джехан она подписала четырёхлетний контракт с её мужем, режиссёром Шаукатом Хуссейном Ризви, с зарплатой 400 рупий. 
Она продолжала играть небольшие роли в различных фильмах в течение почти десяти лет.
В итоге она сыграла роль второго плана в «Девушке из Бомбея» (1953) В. Шантарама. В том же году она снялась в главной роли в его фильме Surang, изобразив на экране сумасшедшую. Ей также было предложено сыграть главную роль в «Бубенчики на щиколотках звенят», когда выбранная на неё актриса Сандхья поспорила с режиссёром. Но затем она одумалась и Шашикала потеряла роль.
Другой заметной работой в её карьере стала роль в «Неприкасаемой» (1959) Бимала Роя, в котором поднималась проблема кастовости. Шашикала также появилась в фильме Тарачанда Барджатьи «Аарти» (1962), который сделал её одной из актеров, которых режиссёры часто использовали для изображения отрицательных ролей.
После этого она снялась во второстепенных ролях в таких фильмах, как «Заблуждение» (1963), «Испытание временем» (1965), «Анупама» (1966) и «Цветок и камень» (1966).
В 1980-х она играла характерные роли, появившись в «Красавице» (180), «Арджуне» (1985), Khamosh Nigahen (1986), Ghar Ghar Ki Kahani (1988), «Правде» (1989), Pardesi Babu (1998).
Она сыграла мать героя Шахруха Хана в Baadshah (1999), эпизодическую роль в «И в печали, и в радости» (2001), а также в Jhankaar Beats (2003) и Mujhse Shaadi Karogi (2004) и Padmashree Laloo Prasad Yadav (2005).
В 2000-х она начала сниматься на телевидении и играла главные роли в сериалах Apnaapan, Dil Deke Dekho и Son Pari. 
В 2007 году она получила Падма Шри, четвёртую высшую гражданскую награду страны, за вклад в области кино.
Актриса скончалась 4 апреля 2021 года в возрасте 88 лет в своём доме в Мумбаи.